# Phanus
Phanus es un género de lepidópteros ditrisios de la subfamilia Eudaminae  dentro de la familia Hesperiidae.

## Especies
- Phanus albiapicalis
- Phanus australis
- Phanus confusis
- Phanus ecitonorum
- Phanus grandis
- Phanus marshalli
- Phanus obscurior
- Phanus rilma
- Phanus vitreus